# ワールドサッカー実況ウイニングイレブン2000 〜U-23メダルへの挑戦〜
『ワールドサッカー実況ウイニングイレブン2000 〜U-23メダルへの挑戦〜』（ISS Pro Evolution 2）は、コナミ（現・コナミデジタルエンタテインメント）より2000年8月24日に発売されたPlayStation用ソフト。

## 概要
2000年唯一のワールドサッカーウイニングイレブンシリーズの1作。ナンバリングタイトルではないが、発売年の2000年3月4日にはPlayStationの次世代機PlayStation 2が発売され、ナンバリングタイトルがハードを乗り移りを行われると期待され発売された。その為と合って、本作もメインシリーズの1作とも言える。表紙はU-23日本代表（2000年のニュージーランド戦で撮影）。実況はジョン・カビラ、解説は長谷川健太。グラフィックなどの全体的なバランスを強化しているほか、日本版はオリンピックモードを追加している。

## オリンピックモード
シドニーオリンピックをモチーフとした16ヶ国のトーナメント戦。U-23日本代表チームによるアジア最終予選からスタートすることも出来る。